# Farsta
Farsta es un distrito de la ciudad de Estocolmo situado a unos ocho kilómetros al sur del centro de la ciudad.
Los inicios del distrito se remontan al año 1912, cuando el ayuntamiento de Estocolmo compró el terreno a la granja Farsta gård. Pero no fue hasta la década de 1950 cuando se comenzaron a construir viviendas multifamiliares. Hasta entonces contaba solamente con campos de cultivo y bosque y alguna pequeña construcción en madera, como la escuela de Södertörn situada en lo que hoy día es la plaza del centro comercial Farsta Centrum.
El centro comercial Farsta Centrum fue inaugurado el 23 de octubre de 1960 y se convirtió en poco tiempo en uno de los centros comerciales de importancia de la ciudad de Estocolmo. Hoy día es el cuarto más grande de la ciudad.
- Datos: Q861854
- Multimedia: Farsta (stadsdelsområde) / Q861854